# José Antonio Roca
José Antonio Roca, teljes nevén José Antonio Roca García (Mexikóváros, 1928. május 24. – 2007. május 4., Mexikóváros) mexikói labdarúgó, hátvéd.

## Pályafutása

### Játékosként
Aktív futballistakarrierje négy csapatban zajlott. Első klubja az Asturias volt, ahol három évet töltött el, ezt követően négy évet lehúzott a Necaxában. Leghosszabb ideig utolsó két csapatában játszott, 1955-től 1963-ig a Zacatepecet, 1963-tól 1969-es visszavonulásáig pedig az Atlantét erősítette.
A mexikói válogatottal három világbajnokságon, az 1950-esen, az 1954-esen és az 1958-ason is részt vett.

### Edzőként
Roca sikeres pályafutást tudhatott magáénak játékoskarrierje befejezése után is. Leghosszabb ideig első munkahelyén, a Club Américánál dolgozott, ahol öt évig ült a kispadon, ezalatt pedig 173 összecsapáson ült a kispadon. Legnagyobb sikerei helyszínén egy bajnoki címet szerzett, valamint felállított egy huszonnégy meccses veretlenségi sorozatot.
Később több nagycsapatnál is edzősködött, megfordult többek között korábbi csapatainál, a Necaxánál és az Atlanténél is, valamint még egyszer irányíthatta az América csapatát is. 1976 és 1978 között a mexikói válogatott szövetségi kapitánya is volt, és részt vett a nemzeti csapattal az 1978-as vb-n, ami Roca negyedik részvétele volt, miután három tornán játékosként szerepelt.

## Sikerei, díjai

### Játékosként
- Bajnok: 1954-55, 1957-58

### Edzőként
- Bajnok: 1970-71
- Kupagyőztes: 1973-74

## Külső hivatkozások
- José Antonio Roca – a FIFA adatbázisában